# Холод, Виталий Русланович
Вита́лий Русла́нович Хо́лод (укр. Віталій Русланович Холод; род. 15 января 2004, Львов) — украинский футболист, защитник львовского «Руха».

## Клубная карьера
Родился во Львове. Футболом начал заниматься в ДЮСШ № 4 из родного города, где его первыми тренерами были Андрей Чёрный и Виталий Пономарёв. Затем выступал за академии львовских «Карпат» и «Руха». В сентябре 2020 подписал контракт с «Рухом». В украинской Премьер-лиге дебютировал 7 декабря 2022 в ничейном (2:2) домашнем поединке 14-го тура против одесского «Черноморца». Виталий вышел на поле на 46-й минуте вместо Дениса Пидгурского. В сезоне 2022/23 сыграл 9 матчей в высшем дивизионе чемпионата Украины.

## Карьера в сборной
В футболке юношеской сборной Украины (U-19) дебютировал 17 ноября 2022 в победном (1:0) домашнем поединке квалификации юношеского чемпионата Европы (U-19) против сверстников из Косова. Холод вышел на поле в стартовом составе и отыграл весь матч. Единственным голом за команду U-19 отметился 23 ноября 2022 на 77-й минуте победного (2:0) выездного поединка квалификации юношеского чемпионата Европы (U-19) против Швеции. Виталий вышел на поле в стартовом составе и отыграл весь матч. Всего в футболке юношеской сборной Украины (U-19) провел 4 поединка и отличился 1-м голом.